# مقاطعة تكساس (أوكلاهوما)
مقاطعة تكساس (بالإنجليزية: Texas County)‏ هي إحدى مقاطعات ولاية أوكلاهوما في الولايات المتحدة الأمريكية.